# Heikki Luoma
Heikki Luoma, född 21 september 1926 i Seinäjoki, död 21 juni 2013 i Esbo, var en finländsk professor och tandläkare.
Luoma tog tandläkarexamen vid Helsingfors universitet 1953 och verkade först som skoltandläkare i Oulais där han beslutade att försöka förbättra befolkningens, i synnerhet barnens, tandhälsa. Han blev forskare vid Åbo universitets institution för fysiologi och doktorerade 1964 varefter han med familj flyttade till Rochester i New York för två år som post doc-forskare vid Eastman Dental Center.
Då Luoma återvänt till Finland efter sin USA-vistelse blev han akademiforskare vid ett nytt forskningslaboratorium vid Helsingfors universitets odontologiska institution där han verkade till 1975. Han var också docent i cariologi vid universitetet 1968–1994.
1975 utnämndes Luoma till professor i förebyggande odontologi vid Kuopio universitet. Det lilla universitetet erbjöd många möjligheter att utveckla såväl utbildning som forskning. Luoma avgick med pension 1991.
Under Luomas tid utvecklades den förebyggande tandvården stort. Bland annat infördes fluorbehandlingar i den allmänna hälsovården. Finska barns tandhälsa kom att förbättras drastiskt på 1980-talet och Finland fick en roll som modell för omvärlden.